# Марк Аткінсон
Марк Аткінсон (англ. Mark Atkinson, нар. 16 лютого 1970, Окленд) — новозеландський футболіст, що грав на позиції півзахисника.
Виступав, зокрема, за клуби «Карлтон» та «Футбол Кінгз», а також національну збірну Нової Зеландії.

## Клубна кар'єра
У дорослому футболі дебютував 1996 року виступами за команду «Сентрал Юнайтед», в якій провів два сезони і виграв Кубок Нової Зеландії у 1997 році.
Своєю грою за цю команду привернув увагу представників тренерського штабу австралійського клубу «Карлтон», до складу якого приєднався 1997 року. Відіграв за команду з Мельбурна наступні три сезони своєї ігрової кар'єри. Більшість часу, проведеного у складі «Карлтона», був основним гравцем команди.
2000 року перейшов до іншого місцевого клубу «Істерн Прайд», за який відіграв один сезон, а завершив професійну кар'єру футболіста виступами за команду «Футбол Кінгз» у 2003 році.

## Виступи за збірну
31 травня 1997 року дебютував в офіційних іграх у складі національної збірної Нової Зеландії в матчі кваліфікації на чемпіонат світу 1998 року проти Папуа-Нової Гвінеї (0:1).
У складі збірної був учасником Кубка націй ОФК 1998 року в Австралії, здобувши того року титул переможця турніру. Аткінсон зіграв у трьох з чотирьох матчах — проти Таїті, Фіджі та у фіналі проти Австралії. Перемога дозволила новозеландцям представляти федерацію на Кубку конфедерацій 1999 року, вперше у своїй історії. На турнірі в Мексиці Марк зіграв у всіх трьох матчах — з США, Німеччиною та Бразилією, але його команда програла всі ігри і не вийшла з групи.
На черговому Кубку націй ОФК 2000 року у Французькій Полінезії Аткінсон знову був основним гравцем, зігравши у всіх чотирьох чотирьох іграх, але цього разу його команда поступилась австралійцям у фіналі і здобула лише «срібло».
Востаннє за збірну Аткінсон зіграв 24 червня 2001 року в матчі проти Австралії (1:4) у кваліфікації на чемпіонат світу 2002 року. Всього протягом кар'єри у національній команді, яка тривала 5 років, провів у її формі 36 матчів.

## Титули і досягнення
- Володар Кубка націй ОФК: 1998
- Срібний призер Кубка націй ОФК: 2000